# Cuxac-d’Aude
Cuxac-d’Aude (okzitanisch Cucçac d'Aude) ist eine französische Gemeinde mit 4070 Einwohnern (Stand 1. Januar 2022) im Département Aude in der Region Okzitanien (bis 2015 Languedoc-Roussillon). Sie gehört zum Arrondissement Narbonne und zum Gemeindeverband Le Grand Narbonne.

## Geografie
Die Gemeinde Cuxac-d’Aude liegt sieben Kilometer nördlich des Stadtzentrums von Narbonne und etwa 17 Kilometer von der Mittelmeerküste entfernt.
Das fast tischebene Gemeindegebiet erstreckt sich von der Aude im Süden bis zur Grenze zum Département Hérault im Norden. Unterbrochen wird die Ebene durch zwei inselartige Hügel (Roque Vacquière und Mont Carrétou). Das Gemeindeareal ist bis auf einen kleinen Streifen im äußersten Norden und das südliche Flussufer der Aude waldlos.
Der Ortskern am linken Ufer der Aude ist durch enge Gassen geprägt, halbkreisförmig um den Kern wird die Bebauung lichter. Nördlich des Kernortes erstreckt sich der Ortsteil Pont des Graves über eine Länge von 2500 Metern in West-Ost-Richtung. Dazu kommen einige Weiler und Einzelhöfe, von denen die Weingüter Aubian und Rabbes im Norden namentlich benannt sind.
Cuxac-d’Aude grenzt im Norden an Montels, im Nordosten an Poilhes (Berührungspunkt) und Nissan-lez-Enserune (Berührungspunkt), im Osten an Coursan, im Süden an Narbonne, im Südwesten an Moussan, im Westen an Sallèles-d’Aude sowie im Nordwesten an Ouveillan.

## Geschichte
In gallo-römischer Zeit bestand eine Siedlung namens Geminian auf dem Gebiet der heutigen Gemeinde Cuxac bis in das 10. Jahrhundert. Im Mittelalter war Cuxac von Wällen umgeben und nur durch drei Stadttore passierbar, von denen das St.-Martins-Tor heute noch steht. Die romanische Apsis der gotischen Kirche St. Martin stammt vermutlich aus dem 10. Jahrhundert. 
Durch häufige Überschwemmungen war man gezwungen, die Deiche an der Aude ständig zu erhöhen und zu stabilisieren. So liegen heute die ufernahen Bereiche von Cuxac unterhalb des Aude-Pegels. Darüber hinaus wurden zahlreiche Wehre und Entlastungskanäle angelegt.

### Bevölkerungsentwicklung
| Jahr      | 1962 | 1968 | 1975 | 1982 | 1990 | 1999 | 2006 | 2012 | 2021 |
| Einwohner | 2162 | 2314 | 2490 | 3014 | 3998 | 4272 | 4334 | 3991 | 4061 |

Im Jahr 1793 wurde mit 1105 Bewohnern die bisher niedrigste Einwohnerzahl ermittelt. Die Zahlen basieren auf den Daten von cassini.ehess und INSEE.

## Sehenswürdigkeiten

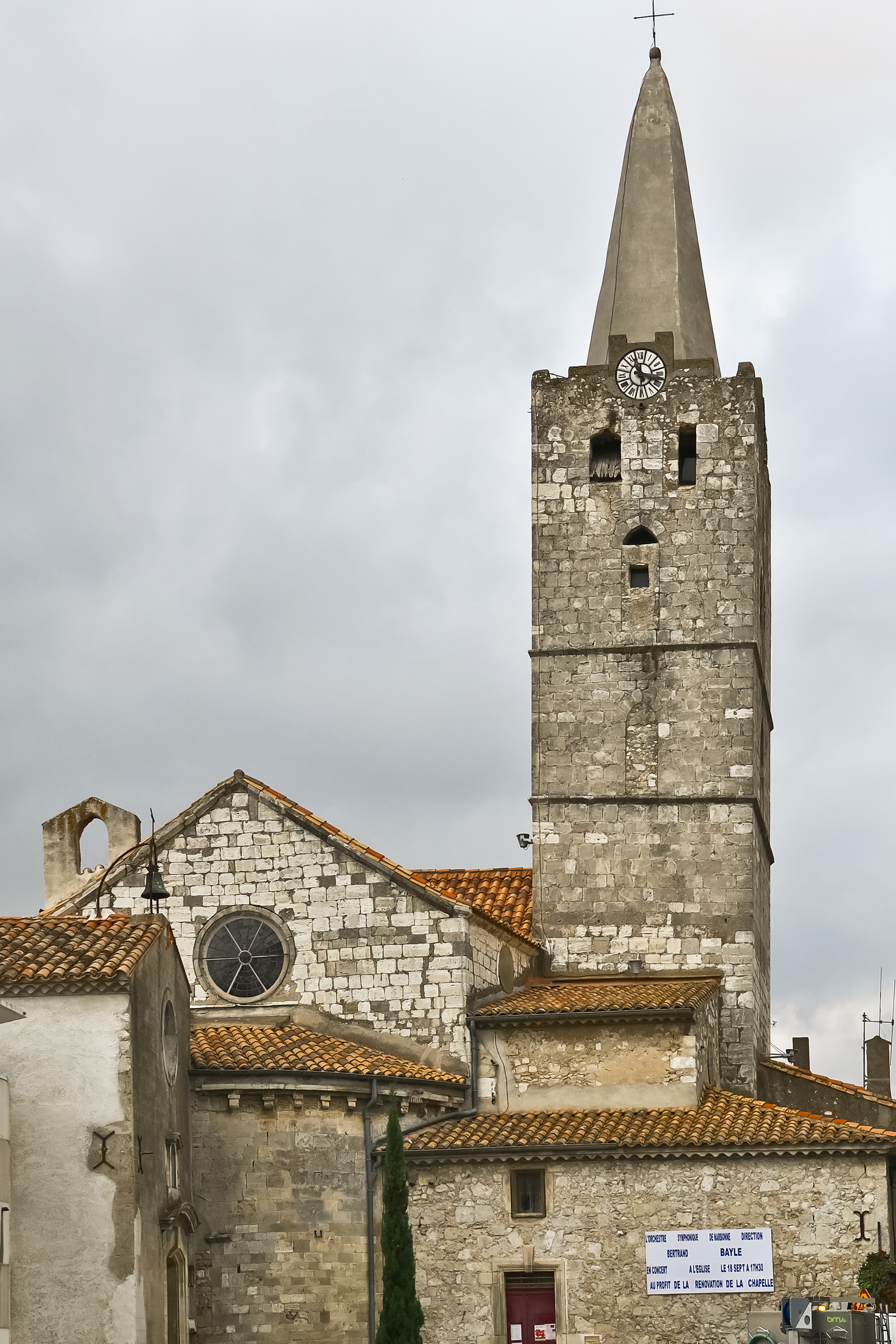
Kirche Saint-Martin

- Kirche St. Martin, Monument historique[4]
- Kapelle der Weißen Büßer (Chapelle des Penitents Blancs) aus dem 17. Jahrhundert
- Brunnen aus dem 11. Jahrhundert auf dem Place Corbeil

## Wirtschaft und Infrastruktur
Während früher in Cuxac der Getreideanbau und die Schafzucht dominierten, ist der Haupterwerbszweig heute der Weinbau. Der um Cuxac-d’Aude kultivierte Wein gehört zu keinem herkunftsgeschützten Weinbaugebiet. Die 1935 gegründete Genossenschaftskellerei Géminian erzeugt dennoch hochwertige sortenreine Weine, unter anderem Chardonnay, Viognier und Merlot. In der Gemeinde sind 33 Landwirtschaftsbetriebe (Anbau von Getreide, Ölsaaten, Obst und Gemüse, Ziegen- und Schafzucht) und 142 Winzer ansässig.
Durch Cuxac führt die parallel zur Autoroute A9 verlaufende Fernstraße von Béziers nach Narbonne. In der östlichen Nachbargemeinde Coursan besteht Anschluss an die Bahnlinie von Bordeaux über Narbonne nach Sète.

## Persönlichkeiten
- Robert Navarro (* 1952), französischer Politiker

## Belege
1. ↑  Kurzer Geschichtsabriss auf mairie-cuxacdaude.fr. Archiviert vom Original am 15. Juni 2013; abgerufen am 9. Juli 2011 (französisch).
2. ↑  Cuxac-d’Aude auf cassini.ehess
3. ↑  Cuxac-d’Aude auf INSEE
4. ↑  Eintrag in der Base Mérimée, einer Datenbank des französischen Kulturministeriums. Abgerufen am 9. Juli 2011 (französisch).
5. ↑  Landwirtschaftsbetriebe auf annuaire-mairie.fr (französisch)